# Rush (canción de Depeche Mode)
Rush (en español, Apresurarse) es una canción del grupo inglés de música electrónica Depeche Mode, compuesta por Martin Gore, publicada en el álbum Songs of Faith and Devotion de 1993.

## Descripción
Es una vertiginosa función medianamente endeudada con un sonido aún de música industrial pues curiosamente la rutilante melodía está hecha a base de sintetizadores mientras la percusión es solo acústica realizada por Alan Wilder en su faceta de baterista y un sampler de guitarra eléctrica en secciones clave, dos de las grandes aportaciones del álbum a la música de DM.
La letra por otro lado está bastante alejada de la temática religiosa del álbum, una de las más alejadas de hecho, salvo por una mención de cómo los sentimientos hacen crecer espiritualmente, haciendo una extrapolación sobre las emociones extremas que provoca el amor, nada más el título Rush se traduce no como correr, sino como Presuroso, esto es, una cualidad de verdadera desesperación.
Lo más llamativo es su melodía electrónica, con efectos igualmente extremos de los sintetizadores en modulaciones sostenidas en aumento casi hasta donde permiten las notaciones de teclado, con lo cual DM se adentraba más en los estándares de la música alternativa.
Ciertamente ya se presentaba como un tema salvaje, casi cadencioso aunque en realidad la letra no hace una abierta propuesta sexual sino solo sugerente y más o menos metafórica, una suerte de poema sugerente y sensual, además la letra es abundante e igual de desesperada como lo es su planteamiento, lo cual es lo que le otorga una cierta sensualidad implícita a la totalidad del tema complementado por la manera apasionada en que David Gahan canta.
La letra está basada solo en estrofas, pues los coros se disuelven en la perorata encendida que se muestra en conjunto de los elementos del tema, y solo contiene un estribillo, algo prolongado por cierto en el que las modulaciones bajan por completo y aún la batería se reduce solo a platillos en toque bajo, por lo cual es también una pieza con un esquema atípico de canción.
Era así uno de los temas que se acercaba más a una tendencia claramente grunge aunque paradójicamente basada en los elementos electrónicos, pero haciéndose algo más orgánico con la batería y el sampler de la guitarra eléctrica.
Como curiosidad, de la gran mayoría de temas de DM en voz de David Gahan, en Rush Martin Gore no hace en momento alguno segunda voz, siendo uno de los contados del grupo en los que tan solo se escucha la voz de su vocalista.

## En directo
La canción estuvo presente durante los correspondientes Devotional Tour de 1993 y en la extensión de 1994, Exotic Tour, en la primera como el tema número 14 en el orden de interpretación, y en la segunda se le cambió a ser el abridor de los conciertos. En ambas giras se interpretó durante todas las fechas, por lo cual fue de los consistentes en todo el largo de la extensa gira. La interpretación se hacía tal y como aparece en el álbum, una función plenamente electroacústica a base de sintetizadores, la batería en manos de Alan Wilder y el sampler de la guitarra solo desde los teclados previamente programados. Desde entonces no se volvió a presentar en directo.